# Lenita Granlund
Lenita Granlund, född 30 september 1962 i Kauhajoki i Finland, är fackföreningsledare i Sverige. Hon är sedan 2010 avtalssekreterare i Svenska kommunalarbetareförbundet (Kommunal).

## Bakgrund
Lenita Granlund är utbildad undersköterska med examen från Vårdlinjen och har en gedigen erfarenhet inom yrket. Hon har varit verksam inom Kommunal på flera nivåer, bland annat som lokalombudsman med ansvar för lokala förhandlingsfrågor och förbundsombudsman med ansvar för centrala förhandlingar.
Vid kongressen 2010 valdes Lenita Granlund till avtalssekreterare i Kommunal. Hon är den första kvinnan som kongressvalts till den posten i ett LO-förbund.